# Aleksandr Petrov
Aleksandr Pavlovich Petrov (cirílico: Александр Павлович Петров) (Bacu, 14 de maio de 1939 - 2001) foi um basquetebolista azeri que integrou a Seleção Soviética na conquista de duas Medalhas de prata disputada nos XVII Jogos Olímpicos de Verão de 1960 realizados em Roma e nos XVIII Jogos Olímpicos de Verão de 1964 realizados em Tóquio.